# Trichosporum oligodontum
Trichosporum oligodontum är en tvåhjärtbladig växtart som beskrevs av Elmer Drew Merrill. Trichosporum oligodontum ingår i släktet Trichosporum och familjen Gesneriaceae. Inga underarter finns listade i Catalogue of Life.